# اکتیویژن بلیزارد
اکتیویژن بلیزارد (به انگلیسی: Activision Blizzard) شرکت هلدینگ بازی‌های ویدئویی آمریکایی است، که مالک شرکت‌های اکتیویژن و بلیزارد انترتینمنت می‌باشد و از سال ۲۰۰۹ پس از شرکت نینتندو به‌عنوان دومین تولیدکننده بازی‌های ویدئویی جهان، شناخته می‌شود.
شرکت اکتیویژن بلیزارد در سال ۲۰۰۸ در پی ادغام شرکت اکتیویژن با دو شرکت تابعه از شرکت ویوندی به نام‌های بلیزارد انترتینمنت و ویوندی گیمز، راه‌اندازی شد.
مایکروسافت قصد خود را برای خرید اکتیویژن بلیزارد به مبلغ ۶۸٫۷ میلیارد دلار در ۱۸ ژانویه ۲۰۲۲ اعلام کرد. اکتیویژن بلیزارد به بخشی از مایکروسافت گیمینگ تبدیل خواهد شد و در عین حال مایکروسافت را به سومین شرکت بزرگ بازی پس از تنسنت و سونی تبدیل خواهد کرد.
دفتر مرکزی این شرکت در شهر سنتا مونیکا، کالیفرنیا، ایالات متحده آمریکا قرار دارد و سهام آن در بازار بورس نزدک معامله می‌شود و جزئی از شاخص نزدک-۱۰۰ به‌شمار می‌آید.